# خاندي اليكساندر
خاندي اليكساندر (بالإنجليزية: Khandi Alexander)‏ مواليد 4 سبتمبر 1957 في نيويورك، نيويورك، الولايات المتحدة، هي ممثلة أمريكية بدأت مسيرتها الفنية عام 1985.

## الأعمال

### أفلام
- بويتيك جاستيس
- هناك شيء ما عن ماري

## روابط خارجية
- خاندي اليكساندر على موقع IMDb (الإنجليزية)
- خاندي اليكساندر على موقع ألو سيني (الفرنسية)
- خاندي اليكساندر على موقع أول موفي (الإنجليزية)
- خاندي اليكساندر على موقع قاعدة بيانات برودواي على الإنترنت (الإنجليزية)
- خاندي اليكساندر على موقع قاعدة بيانات الأفلام السويدية (السويدية)
- خاندي اليكساندر على موقع إن إن دي بي (الإنجليزية)
- خاندي اليكساندر على موقع قاعدة بيانات الفيلم (الإنجليزية)
- خاندي اليكساندر على موقع كينوبويسك (الروسية)